# Ghoulies 4
Série
Ghoulies 3: Ghoulies Go to College
(1991)
Pour plus de détails, voir Fiche technique et Distribution.
Ghoulies IV est un film américain réalisé par Jim Wynorski, sorti en 1994.

## Synopsis
Les Ghoulies sont de retour pour retrouver un certain Jonathan Graves, qui serait apparemment le seul à pouvoir les aider à retourner dans leur dimension. Mais une autre personne est à la recherche de Jonathan avec des intentions fort peu louables. Qui retrouvera Jonathan en premier ?

## Fiche technique
- Titre : Ghoulies IV
- Réalisation : Jim Wynorski
- Scénario : Mark Sevi
- Production : Catalaine Knell, Russell D. Markowitz et Gary Schmoeller
- Société de production : Cinetel Films Inc.
- Musique : Chuck Cirino
- Photographie : J.E. Bash
- Montage : Richard Gentner
- Décors : Jeannie M. Lomma
- Costumes : Dennis McCarthy
- Pays d'origine : États-Unis
- Format : Couleurs - 1,85:1 - Stéréo - 35 mm
- Genre : Comédie horrifique et fantastique
- Durée : 84 minutes
- Date de sortie : 17 août 1994 (sortie vidéo États-Unis)

## Distribution
- Peter Liapis : Jonathan Graves
- Barbara Alyn Woods : Kate
- Stacie Randall : Alexandra
- Raquel Krelle : Jeanine
- Bobby Di Cicco : Scotty
- Tony Cox : Ghoulie ténèbre
- Arturo Gil : Ghoulie lumière
- Andrew Craig : l'agresseur
- Lynn Danielson-Rosenthal : la victime
- John Cann : l'employé indien
- Michael Chieffo : l'employé du réseau électrique
- Antonia Dorian : la femme en rouge
- Nathan Jung : le grand détenu
- Tony March : le détenu fou
- Ace Mask : le docteur Rochelle
- Peggy Trentini : Monica